# 2022年冬季奧林匹克運動會冬季兩項比賽
2022年冬季奧林匹克運動會冬季兩項比賽，是2022年冬季奧林匹克運動會的其中一個比賽大項，原定於2022年2月5日至19日在中國河北張家口國家冬季兩項中心舉行，後來因天氣因素而提前一天結束。比賽共設11個小項，包括5個男子小項、5個女子小項和1個混合小項。

## 参赛资格
国际冬季两项联盟原计划在该大项上分配共210个参赛名额（男女各105个），后来国际冬季两项联盟因应主办国中国在2021–22赛季世界杯分站赛期间表现而额外发放了两个男子名额（这两个男子名额不占用原先分配的105个名额）。每个国家/地区奥委会在每个个人小项上最多可派出4名选手参赛，入选代表团的运动员必须符合奥林匹克宪章，并达到国际冬季两项联盟的相关规定。
各性别的105个名额当中，主办国中国占2个（只要在对应性别上拥有足够数量的合资格选手），93个依据世界杯国家排名分配，另外10个依据IBU资格排名分配。任何空出的名额会依据IBU资格排名分配给对应性别上未能拿到至少2个名额的国家/地区奥委会。
国际冬季两项联盟原计划仅依据2020–21赛季国家排名来分配各自性别的前93个名额，后来国际冬季两项联盟修改参赛资格获取途径，改为依据2020–21和2021–22两赛季的国家排名来决定前93个名额的具体归属。某一性别国家排名进入前3名的国家/地区奥委会可在该性别派出6名选手参赛，国家排名在第4名至第10名之间的可在对应性别派出5名选手参赛，国家排名在第11名至第20名间的则可在对应性别派出4名选手参赛。
余下的名额依据IBU资格排名分配，通过该途径获得名额的国家/地区奥委会最多可在对应性别派出2名选手参赛。

### 实际分配情况
以下是冬季两项全部名额的实际分配情况：
| 代表团               | 男子 | 女子 | 总计 |
| -------------------- | ---- | ---- | ---- |
| 奥地利               | 5    | 5    | 10   |
| 比利时               | 4    | 1    | 5    |
| 白俄罗斯             | 5    | 5    | 10   |
| 保加利亚             | 4    | 4    | 8    |
| 加拿大               | 4    | 4    | 8    |
| 中国                 | 4    | 4    | 8    |
| 捷克                 | 5    | 5    | 10   |
| 丹麦                 | 0    | 1    | 1    |
| 爱沙尼亚             | 4    | 4    | 8    |
| 芬兰                 | 4    | 4    | 8    |
| 法国                 | 6    | 6    | 12   |
| 德国                 | 6    | 5    | 11   |
| 意大利               | 5    | 5    | 10   |
| 日本                 | 2    | 4    | 6    |
|                      | 2    | 1    | 3    |
| 拉脱维亚             | 0    | 1    | 1    |
| 立陶宛               | 4    | 1    | 5    |
| 摩尔多瓦             | 2    | 2    | 4    |
| 新西兰               | 1    | 0    | 1    |
| 挪威                 | 6    | 6    | 12   |
| 波兰                 | 1    | 4    | 5    |
| 罗马尼亚             | 1    | 1    | 2    |
| 俄罗斯奥林匹克委员会 | 5    | 5    | 10   |
| 斯洛伐克             | 4    | 4    | 8    |
| 斯洛文尼亚           | 4    | 2    | 6    |
| 韩国                 | 1    | 2    | 3    |
| 瑞典                 | 5    | 6    | 11   |
| 瑞士                 | 4    | 4    | 8    |
| 乌克兰               | 5    | 5    | 10   |
| 美国                 | 4    | 4    | 8    |
| 总计                 | 107  | 105  | 212  |

## 赛程
以下是冬季两项项目的具体赛程安排：
| 日期    | 时间  | 项目                   |
| ------- | ----- | ---------------------- |
| 2月5日  | 17:00 | 混合4×6公里接力赛      |
| 2月7日  | 17:00 | 女子15公里个人赛       |
| 2月8日  | 16:30 | 男子20公里个人赛       |
| 2月11日 | 17:00 | 女子7.5公里竞速赛      |
| 2月12日 | 17:00 | 男子10公里竞速赛       |
| 2月13日 | 17:00 | 女子10公里追逐赛       |
| 2月13日 | 18:45 | 男子12.5公里追逐赛     |
| 2月15日 | 14:30 | 男子4×7.5公里接力赛    |
| 2月16日 | 15:45 | 女子4×6公里接力赛      |
| 2月18日 | 15:00 | 女子12.5公里集体出发赛 |
| 2月18日 | 17:00 | 男子15公里集体出发赛   |

## 獎牌榜
*   主办国家/地区（中国）
| 排名                | 代表团                      | 金牌 | 銀牌 | 銅牌 | 总计 |
| ------------------- | --------------------------- | ---- | ---- | ---- | ---- |
| 1                   | 挪威（NOR）                 | 6    | 2    | 6    | 14   |
| 2                   | 法国（FRA）                 | 3    | 4    | 0    | 7    |
| 3                   | 瑞典（SWE）                 | 1    | 3    | 0    | 4    |
| 4                   | 德国（GER）                 | 1    | 0    | 1    | 2    |
| 5                   | 俄罗斯奥林匹克委员会（ROC） | 0    | 1    | 3    | 4    |
| 6                   | 白俄罗斯（BLR）             | 0    | 1    | 0    | 1    |
| 7                   | 意大利（ITA）               | 0    | 0    | 1    | 1    |
| 总计（共7个代表团） | 总计（共7个代表团）         | 11   | 11   | 11   | 33   |

## 獎牌得主

### 男子
| 項目                | 金牌                                                                                                 | 金牌      | 银牌                                                                         | 银牌      | 铜牌 | 铜牌      |
| 個人賽 （詳細）     | 康坦·菲永·马耶 · 法国（FRA）                                                                         | 48:47.4   | 安东·斯莫利斯基 · 白俄罗斯（BLR）                                            | 49:02.2   | 约翰内斯·廷内斯·伯 · 挪威（NOR）                                                                                 | 49:18.5   |
| 競速賽 （詳細）     | 约翰内斯·廷内斯·伯 · 挪威（NOR）                                                                     | 24:00.4   | 康坦·菲永·马耶 · 法国（FRA）                                                 | 24:25.9   | 塔里耶伊·伯 · 挪威（NOR）                                                                                        | 24:39.3   |
| 追逐賽 （詳細）     | 康坦·菲永·马耶 · 法国（FRA）                                                                         | 39:07.5   | 塔里耶伊·伯 · 挪威（NOR）                                                    | 39:36.1   | 爱德华·拉特波夫 · 俄罗斯奥林匹克委员会（ROC）                                                                    | 39:42.8   |
| 集體出發賽 （詳細） | 约翰内斯·廷内斯·伯 · 挪威（NOR）                                                                     | 38:14.4   | 馬丁·蓬西盧奧馬 · 瑞典（SWE）                                                | 38:54.7   | 韦特勒·肖斯塔·克里斯蒂安森 · 挪威（NOR）                                                                         | 39:26.9   |
| 接力賽 （詳細）     | 挪威（NOR） · 斯圖拉·霍爾姆·萊格雷德 · 塔里耶伊·伯 · 约翰内斯·廷内斯·伯 · 韋特勒·肖斯塔·克里斯蒂安森 | 1:19:50.2 | 法国（FRA） · 法比安·克洛德 · 埃米利安·雅克兰 · 西蒙·德蒂厄 · 康坦·菲永·马耶 | 1:20:17.6 | 俄罗斯奥林匹克委员会（ROC） · 賽義德·卡里穆拉·哈利利 · 亞歷山大·洛吉諾夫 · 馬克西姆·茨韋特科夫 · 愛德華·拉特波夫 | 1:20:35.5 |

### 女子
| 項目                | 金牌                                                                    | 金牌      | 银牌 | 银牌      | 铜牌                                                                            | 铜牌      |
| 個人賽 （詳細）     | 丹尼絲·赫爾曼 · 德国（GER）                                             | 44:12.7   | 阿奈·舍瓦利耶-布歇 · 法国（FRA）                                                                                    | 44:22.1   | 瑪爾特·奧爾斯布·勒伊瑟蘭 · 挪威（NOR）                                          | 44:28.0   |
| 競速賽 （詳細）     | 瑪爾特·奧爾斯布·勒伊瑟蘭 · 挪威（NOR）                                  | 20:44.3   | 埃爾薇拉·厄貝里 · 瑞典（SWE）                                                                                       | 21:15.2   | 多罗特娅·维雷尔 · 意大利（ITA）                                                 | 21:21.5   |
| 追逐賽 （詳細）     | 玛尔特·奥尔斯布·勒伊瑟兰 · 挪威（NOR）                                  | 34:46.9   | 埃尔薇拉·厄贝里 · 瑞典（SWE）                                                                                       | 36:23.4   | 特丽尔·埃克霍夫 · 挪威（NOR）                                                   | 36:35.6   |
| 集體出發賽 （詳細） | 朱斯蒂娜·布雷萨-布歇 · 法国（FRA）                                      | 40:18.0   | 特丽尔·埃克霍夫 · 挪威（NOR）                                                                                       | 40:33.3   | 玛尔特·奥尔斯布·勒伊瑟兰 · 挪威（NOR）                                          | 40:52.9   |
| 接力賽 （詳細）     | 瑞典（SWE） · 琳·佩尔松 · 莫娜·布罗尔松 · 汉娜·厄贝里 · 埃尔薇拉·厄贝里 | 1:11:03.9 | 俄罗斯奥林匹克委员会（ROC） · 伊琳娜·卡扎克維奇 · 克里斯季娜·雷兹佐娃 · 斯韋特蘭娜·米羅諾娃 · 乌利亚娜·尼格马图林娜 | 1:11:15.9 | 德国（GER） · 瓦妮萨·福格特 · 瓦妮萨·欣茨 · 弗兰齐斯卡·普罗伊斯 · 丹尼丝·赫尔曼 | 1:11:41.3 |

### 混合
| 項目            | 金牌                                                                                        | 金牌      | 银牌                                                                              | 银牌      | 铜牌 | 铜牌      |
| 接力賽 （詳細） | 挪威（NOR） · 瑪爾特·奧爾斯布·勒伊瑟蘭 · 特丽尔·埃克霍夫 · 塔里耶伊·伯 · 约翰内斯·廷内斯·伯 | 1:06:45.6 | 法国（FRA） · 阿奈·舍瓦利耶-布歇 · 朱莉娅·西蒙 · 埃米利安·雅克蘭 · 康坦·菲永·马耶 | 1:06:46.5 | 俄罗斯奥林匹克委员会（ROC） · 烏利亞娜·尼格馬圖林娜 · 克里斯季娜·雷茲佐娃 · 亞歷山大·洛吉諾夫 · 愛德華·拉特波夫 | 1:06:47.1 |